# 多太神社 (川西市)

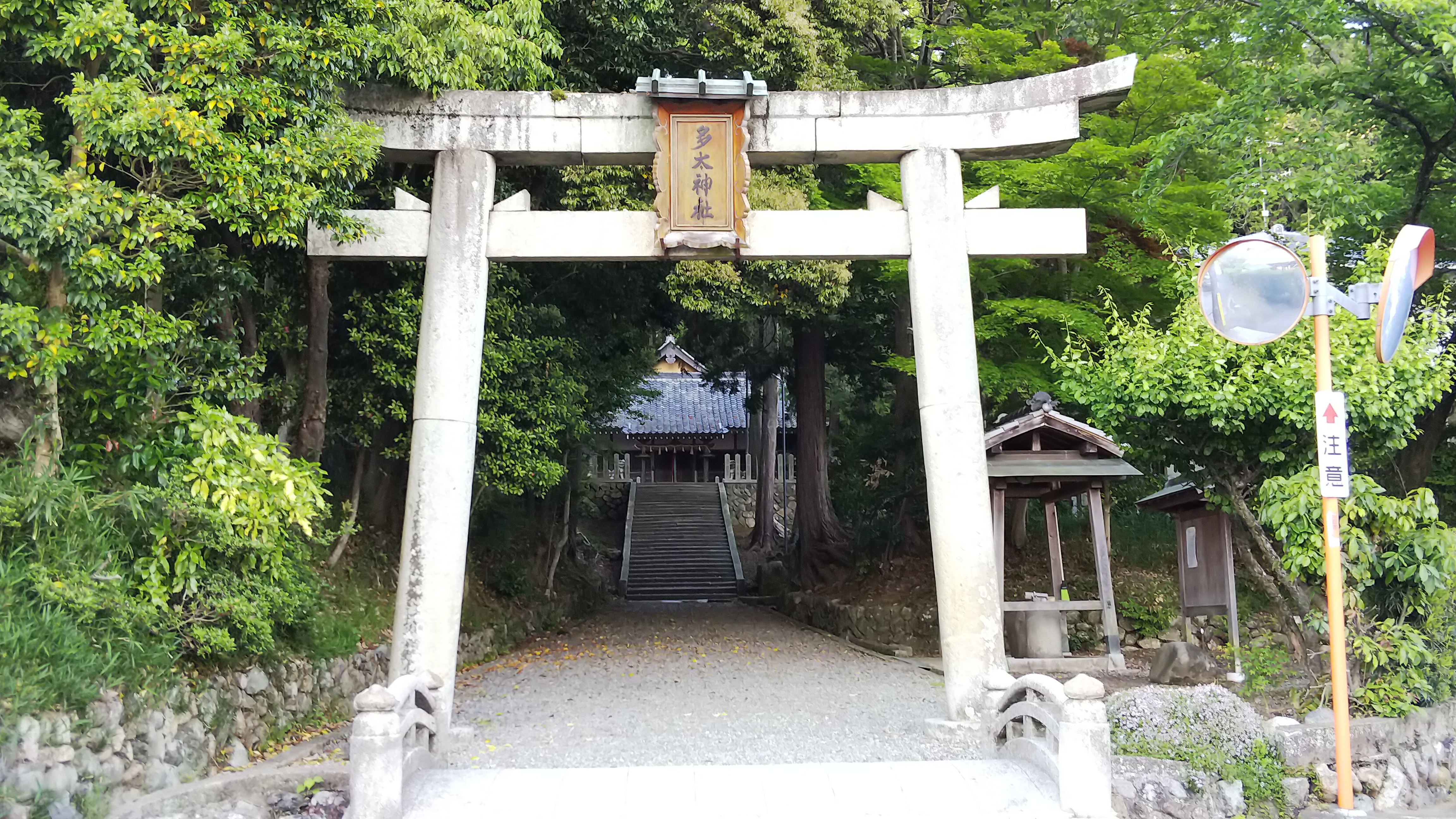
鳥居

多太神社（ただじんじゃ）は、兵庫県川西市平野にある神社。摂津国河辺郡の式内小社。旧社格は郷社。明治に入り神社に移行した多田院（現在の多田神社）と区別するため地元では「たぶとじんじゃ」と呼ばれている。

## 祭神
以下の四柱を祀る。
- 日本武尊
- 大鷦鷯尊（仁徳天皇）
- 伊弉諾尊
- 伊弉冉尊

## 歴史
創建年代は不詳だが、『川西市史』によると、かつて神社近辺は「川辺郡大神郷」と呼ばれており、大和国の神人族（三輪氏）がこの地に移住し、祖先の大田々根子命又は大国主命を祀ったのが創始とされる。いつから現在の祭神になったかは不明であるが、源満仲が多田荘を根拠地とした際に平野神社の祭神を勧請したとの伝承がある。
源氏が多田荘を根拠地としてからは、本居とした多田院から見て艮の方角に当たることから、守護神として位置づけられ「平野明神」と称したとされ、近世まではこの名で呼ばれていた。明治6年（1873年）に郷社に列した。

## 境内
本殿は元禄6年（1693年）の造営であるが、背面の蟇股や脇障子の欄間などに桃山風が認められ、記録によると天正6年（1578年）にも再建されたとあるので、その遺材が転用されたと見られる。

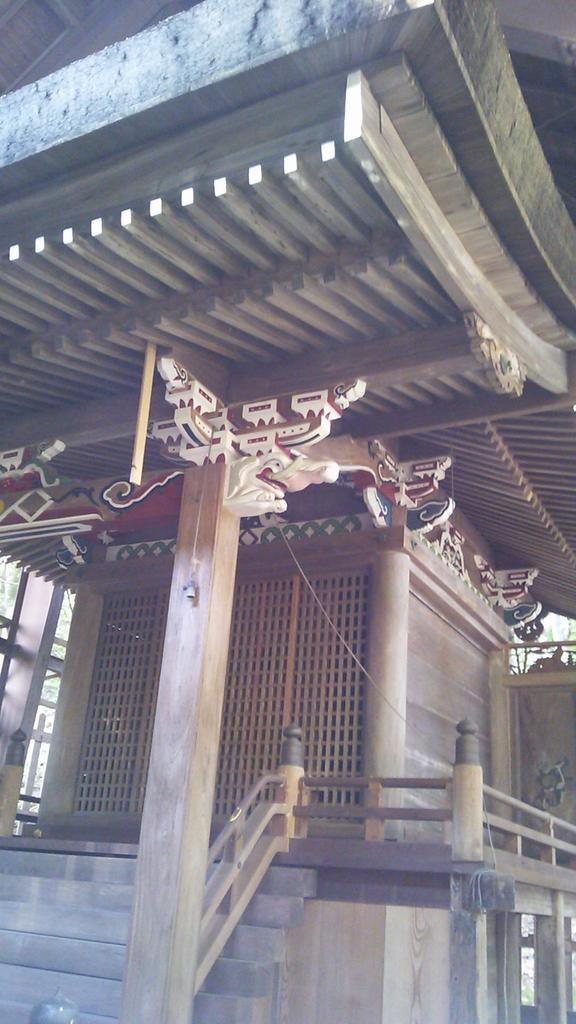
本殿
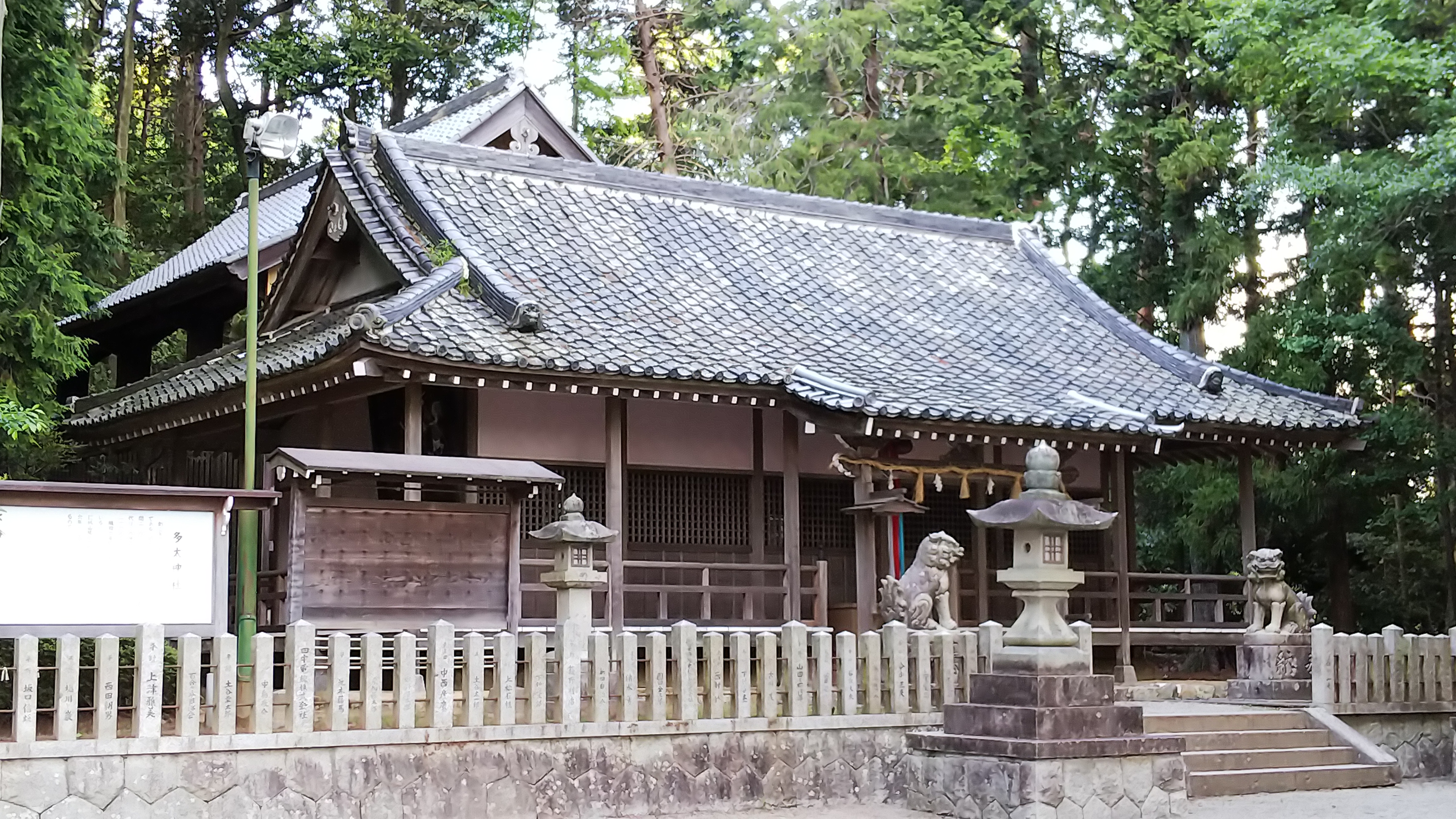
社殿全景
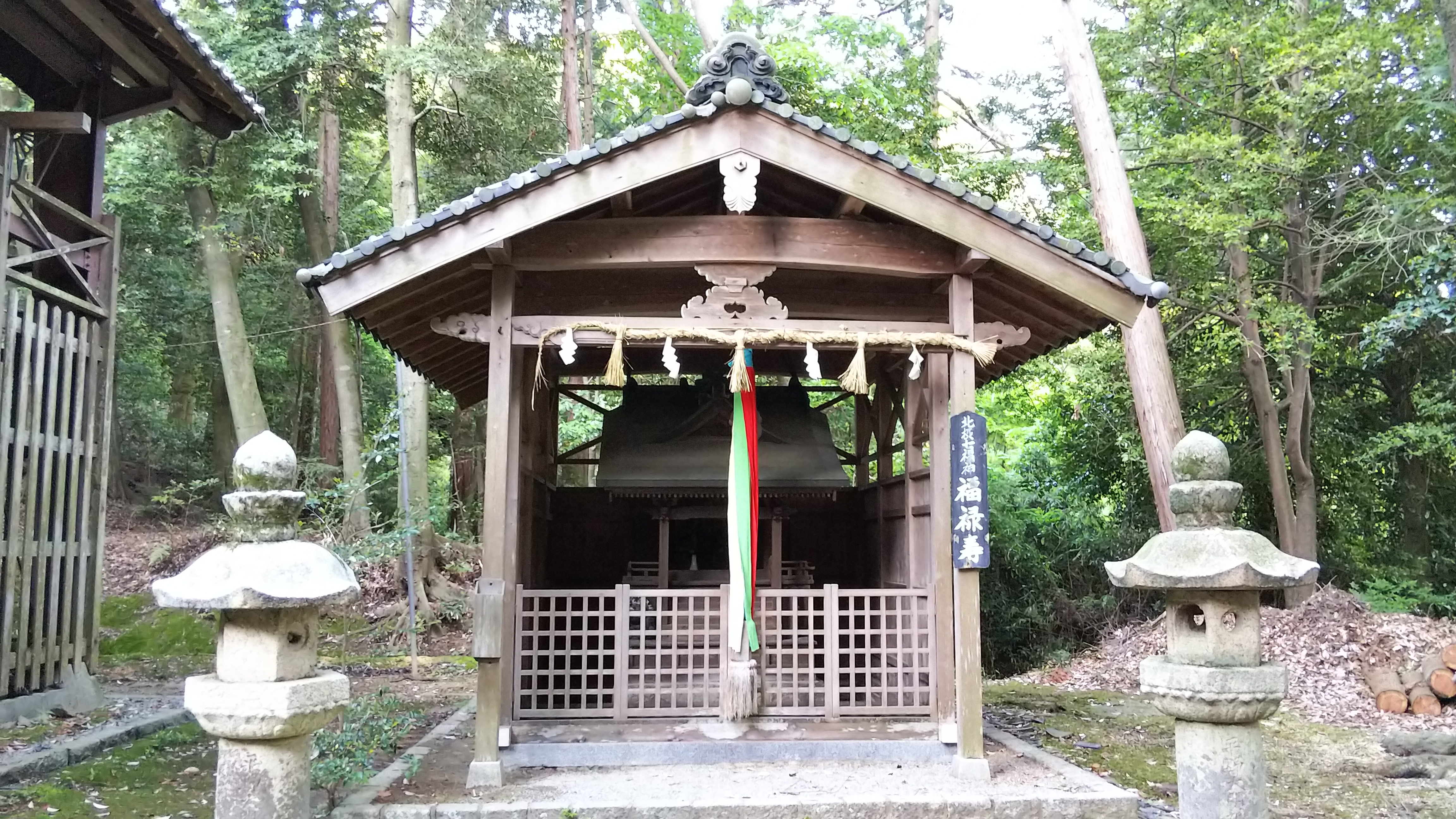
北摂七福神 福禄寿
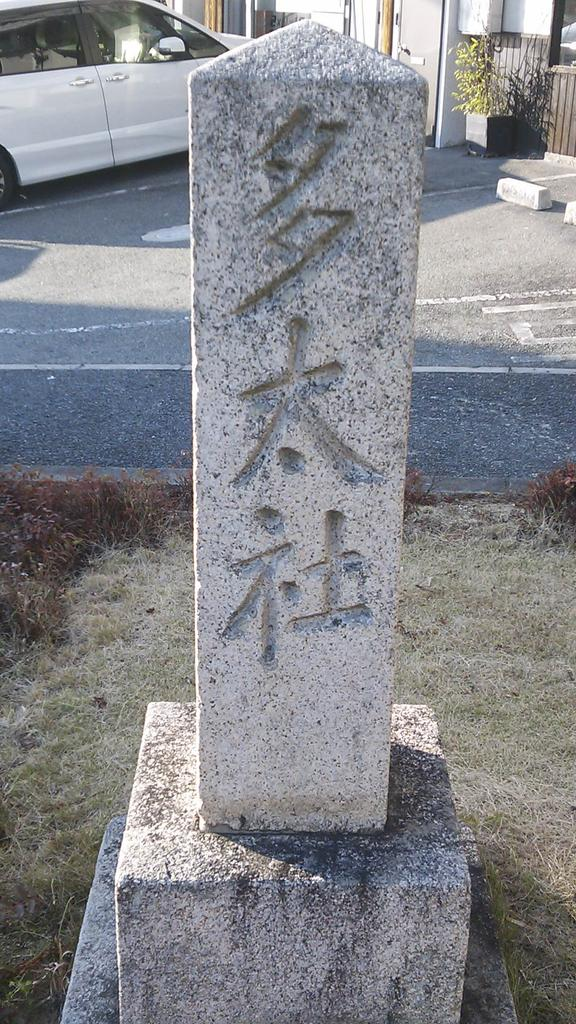
多太社社号標石

## 交通アクセス
- 能勢電鉄妙見線平野駅下車、徒歩5分